# Lion Wasczyk
Lion Wasczyk (Berlino, 6 luglio 1994) è un attore tedesco famoso per aver interpretato il ruolo di Jack Leopold nella serie Hotel 13 e per quello di Finn Bartels in Squadra Speciale Cobra 11.

## Biografia
Lion Wasczyk è nato il 6 luglio 1994 a Berlino.
Ha debuttato come attore nel 2009 nel film Hast Du noch was vor? - Abenteuer Quaks. Nel 2013 ha recitato in un episodio della serie Doc Meets Dorf. Nel 2014 ha interpretato il ruolo di Raphael de Villiers nel film Ruby Red II - Il segreto di Zaffiro. Sempre nel 2014 ha recitato nella serie per ragazzi Hotel 13 nel ruolo di Jack Leopold, precedentemente interpretato da Gerrit Klein. Dal 2016 al 2019 ha interpretato Finn Bartels nella serie televisiva Squadra Speciale Cobra 11. Nel 2019 ha recitato nel film Misfit.

## Filmografia

### Attore

#### Cinema
- Hast Du noch was vor? - Abenteuer Quaks, regia di Esther Gronenborn (2009) uscito in home video
- Der Zauberlehrling, regia di Kerstin Höckel – cortometraggio (2010)
- Mein Prinz. Mein König., regia di Ciril Braem (2011)
- Ruby Red II - Il segreto di Zaffiro (Saphirblau), regia di Felix Fuchssteiner e Katharina Schöde (2014)
- Ruby Red III - Verde smeraldo (Smaragdgrün), regia di Felix Fuchssteiner e Katharina Schöde (2016)
- Verrückt nach Fixi, regia di Mike Marzuk (2016)
- Misfit, regia di Erwin van den Eshof (2019)

#### Televisione
- Mit geradem Rücken, regia di Florian Froschmayer – film TV (2012)
- Doc Meets Dorf – serie TV, 1 episodio (2013)
- Un'estate in Portogallo (Ein Sommer in Portugal), regia di Michael Keusch – film TV (2013)
- Zwei mitten im Leben, regia di Peter Gersina – film TV (2014)
- Hotel 13 – serie TV, 56 episodi (2014)
- Der Lehrer – serie TV, 1 episodio (2015)
- Meine Tochter Anne Frank, regia di Raymond Ley – film TV (2015)
- Tiere bis unters Dach – serie TV, 5 episodi (2015)
- In Your Dreams – serie TV, 6 episodi (2014-2015)
- Medici in corsia (In aller Freundschaft - Die jungen Ärzte) – serie TV, 1 episodio (2016)
- Bad Banks, regia di Christian Schwochow – miniserie TV, 1 episodio (2018)
- Squadra Speciale Cobra 11 (Alarm für Cobra 11 - Die Autobahnpolizei) – serie TV, 33 episodi (2016-2019)
- Cantina Wader (Weingut Wader) – serie TV, 2 episodi (2019)
- Sunny - Wer bist du wirklich? – serie TV, 1 episodio (2020)
- Hamburg Distretto 21 (Notruf Hafenkante) – serie TV, 1 episodio (2020)
- Even Closer: Hautnah – serie TV, 6 episodi (2021)
- Squadra speciale Lipsia (SOKO Leipzig) – serie TV, 1 episodio (2021)

### Doppiatore
- Inazuma Eleven Strikers (2011) Videogioco
- Inazuma Irebun GO: Shine (2011) Videogioco
- Inazuma Irebun GO: Dark (2011) Videogioco

## Doppiatori italiani
- Federico Campaiola in Ruby Red II - Il segreto di Zaffiro e Ruby Red III - Verde smeraldo